# 시리아 공화국
시리아 공화국(아랍어: الجمهورية السورية, 프랑스어: République syrienne)은 1930년 프랑스 위임통치령 시리아의 구성국으로 수립된 국가이다. 1936년 프랑스와 시리아 사이에 체결된 조약에 따라 시리아는 독립 국가가 되었고 프랑스의 위임통치는 종료되었지만 프랑스 의회는 조약 승인을 거부했다. 1940년부터 1941년까지 시리아 공화국은 비시 프랑스의 통제하에 있었지만 1941년에 해방되면서 주권 국가가 되었다. 1958년 이집트와 아랍 연합 공화국을 형성하였다.